# 리한나
로빈 리아나 펜티(영어: Robyn Rihanna Fenty 로빈 리애나 펜티[*], 1988년 2월 20일 ~ )는 리아나(영어: Rihanna 리애나[*], 대한민국에서 영어 철자를 그대로 발음한 '리한나'로 알려져 있음)라는 예명으로 활동 중인 바베이도스 출신의 가수이다. 리아나는 바베이도스 세인트마이클에서 태어나 16살이 되던 해 음악 활동을 펼치기 위해 프로듀서 에반 로저스와 함께 미국으로 떠났다. 이후 당시 데프 잼의 대표자였던 제이-지 앞에서 오디션을 선보인 후, 레코드 계약을 체결했다.
리한나는 프로듀서 에반 로저스에게 발굴되어 2005년 데프잼 레코딩스와 계약을 체결하며 가요계에 데뷔했다. 그녀는 카리브해 음악에서 영감을 받은 《Music of the Sun》(2005)과 《A Girl Like Me》(2006)를 연달아 발표했으며, 두 앨범 모두 미국 《빌보드》 200 차트 상위 10위권에 진입했다. 이 음반들에서 나온 싱글 〈Pon de Replay〉와 〈SOS〉는 각각 미국 《빌보드》 핫 100 차트에서 2위와 1위를 기록했다. 이후 리한나는 보다 성숙한 이미지로 전환하며, 《Good Girl Gone Bad》(2007) 및 리이슈 앨범 《Good Girl Gone Bad: Reloaded》(2008)를 통해 댄스 팝과 알앤비 스타일로 방향을 틀었다. 이 시기 발표한 싱글들 가운데에는 〈Umbrella〉, 〈Take a Bow〉, 〈Disturbia〉 등 미국 1위 곡들이 포함되어 있다.
록 사운드를 가미하고 보다 어두운 개인적 주제를 다룬 《Rated R》(2009)을 발표한 이후, 리한나는 《Loud》(2010)에서 다시 댄스 팝 중심의 밝은 분위기로 회귀했고, 이어 《Talk That Talk》(2011)에서는 알앤비 요소를 결합하였다. 신스 팝 기반의 《Unapologetic》(2012)은 그녀의 첫 미국 《빌보드》 200 차트 1위 음반이 되었다. 이 시기에는 〈Rude Boy〉, 〈Only Girl (In the World)〉, 〈What's My Name?〉, 〈S&M〉, 〈We Found Love〉, 〈Diamonds〉 등 여러 미국 1위 싱글이 잇따라 발표되었다. 이후 리한나는 데프잼을 떠나 제이지의 레이블인 락 네이션과 계약하였고, 댄스홀 영향을 받은 《Anti》(2016)를 발표해 두 번째 《빌보드》 200 1위 음반을 기록했으며, 이 앨범의 수록곡 〈Work〉 역시 미국 1위를 차지했다. 리한나는 영화에도 출연했으며, 주요 출연작으로는 《배틀쉽》(2012), 《홈》(2015), 《오션스 8》(2018), 《스머프》(2025)가 있다.
미국 음반 산업 협회 기준 디지털 싱글 최다 인증을 받은 여성 아티스트인 리한나는 미국에서 7개의 다이아몬드 인증 싱글과 총 14개의 《빌보드》 핫 100 1위곡을 보유하고 있다. 음악 외적으로도 다양한 사업 활동을 펼쳐, 자선 단체 클라라 리오넬 재단, 화장품 브랜드 펜티 뷰티, 그리고 LVMH 산하에서 패션 브랜드 펜티를 설립하여 해당 그룹 최초의 흑인 여성 명품 브랜드 대표가 되었다. 리한나는 바베이도스 정부로부터 대사로 임명되었다.

## 생애

### 1988–2004: 젊은 시절과 가수의 시작
로빈 리한나 펜티는 1988년 2월 20일 바베이도스의 세인트마이클구에서 은퇴한 회계사 모니카 브레드웨이트와 의류 공장 창고 책임자를 맡고 있었던 로널드 펜티 사이에서 태어났다. 리한나의 어머니는 아프리카계 가이아나인으로 가이아나 출신이였고, 아버지는 바베이도스와 아일랜드인의 혼혈인이다. 리한나는 세 남매 중 장녀였으며 뒤로 두 형제 로레이와 라자드 펜티가 있다. 리한나는 또한 아버지가 지금의 어머니와 결혼하기 전 낳은 두 명의 이복 형제와 이복 자매가 있었다. 리한나는 어렸을 때부터 레게 음악을 듣고 자랐는데, 일곱살 때부터 노래를 시작했다. 리한나가 어린 시절 아버지는 농축 코카인, 알코올, 마리화나 중독자였는데, 이로 인해 리한나는 깊은 영향을 받았다. 그리고 리한나가 14살 때 부모님의 불안정한 결혼 생활이 끝났다. 리한나의 아버지와 길거리 포장마차에서 의류를 판매하며 브리지타운에 있는 세 개의 침실이 달린 방갈로에서 생활했다. 리한나는 15살 Combermere 학교에 다녔고 같은 학년이였던 두명과 뮤지컬 트리오를 결성한다. 또한 2004년 그녀는 미스 Combermere 미용 대회에 참가하여 우승을 차지한다.
15살 나이에, 그녀는 두 친구들과 함께 소녀 그룹을 결성하였고 2003년 프로듀서 에반 로저스와 그의 아내와 함께 바베이도스를 휴가차 방문하였을 때 리한나의 그룹은 오디션을 치르게 되고, 리한나는 로저스 앞에서 데스티니스 차일드의 "Emotion"을 불렀다. 그 결과 3명의 멤버 중 리한나만 오디션에 통과하게 되고 다음 해까지 로저스의 집인 코네티컷주의 스탬퍼드에서 리한나와 엄마는 뒤쪽에서 살게 되었다. 이후 Carl Sturken 와 로저스는 리한나가 첫 데모곡의 녹음을 도왔는데 발라드 곡인 "Last Time" 과 휘트니 휴스턴의 히트곡 "For the Love of You"를 불렀다. 그리고 그녀의 첫 히트곡이 되는 "Pon de Replay"를 다양하게 불러 레이블 회사에 보내졌다. 리한나의 데모곡은 데프잼의 당시 사장이었던 제이-지의 눈에 띄어 리한나를 오디션에 초대하였다.

### 2005–06:Music of the Sun과A Girl Like Me

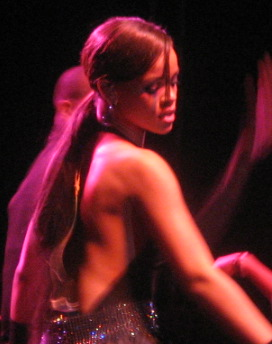
2005년 징글 볼 콘서트에서의 리한나.

리한나는 데프잼에 들어간 뒤 3개월 동안 녹음하며 데뷔 음반 작업이 완료된다. 리한나의 데뷔 음반은 에반 로저스, 스터켄, 스타 게이트 그리고 포크&톤이 프로듀서를 맡아 진행되었다. 리아나는 드디어 2005년 8월 22일 데뷔 싱글 "Pon de Replay"를 발매하게 되고 빌보드 핫 100 차트와 영국 싱글 차트에서 2위를 하는 쾌거를 이룬다. 또한 리한나의 데뷔 싱글은 15개국 차트에서 상위 10위권에 들며 세계적으로 히트를 쳤다. 리한나의 데뷔음반은 Music of the Sun으로 2005년 8월 발매가 된다. 그녀의 1집은 발매된지 일주일만에 69,000만장을 팔며 빌보드 200에서 10위를 달성한다. Music of the Sun은 세계적으로 총 200만 장을 팔아치웠고 미국에서는 50만 장 이상을 팔아치워 골드 인증을 받았다.
리한나의 음악은 카리브 제도 출신이라는 점에서 레게 장르의 한해 대우를 받았다. 앨범은 여러 가지 혼합 평가를 받았다. 《롤링 스톤》은 별 5개 만점 중 2.5개를 부여하며 "전형적인 미국 알앤비 보컬 스타일이어서 카리브 해 음악의 매력이 떨어진다. 그리고 독창성과 리듬이 부족하다"라고 평가했다. 《실랜트 매거진》의 샐 친퀘마니는 "알앤비를 부르는 틴 여가수에 불과하다"고 앨범을 설명했고 이어 리드 싱글 "Pon de Replay"는 비욘세의 "Baby Boy" 영향을 받은 댄스홀, 팝의 혼합물"이라고 평했다. 앨범의 두 번째 싱글 "If It's Lovin' that You Want"는 빌보드 핫 100 36위와 영국에선 11위를 하며 첫 싱글 "Pon de Replay"보다 저조한 성적을 기록했다. 그 외 오스트레일리아(호주), 아일랜드, 뉴질랜드 등지에서 10위권 진입을 했다.
리한나는 데뷔 음반 발매 후, 한 달 뒤 바로 두 번째 앨범 준비를 시작했다. 두 번째 음반의 프로듀서로는 에반 로저스, 칼 스터큰 등 데뷔 앨범 때 참여했던 프로듀서들과 스타게이트, 주니어 로탬 그리고 레이블 회사 동료가수 니요가 참여했다. 두 번째 앨범을 준비하는 동안 리한나는 그웬 스테파니 콘서트의 오프닝 게스트로 다니며 Music of the Sun을 홍보했다. 두 번째 정규 음반의 리드 싱글 "SOS"는 빌보드 핫 100에서 처음으로 1위를 했다. 두 번째 정규 음반 A Girl Like Me는 데뷔한지 1년도 안된 2006년 4월에 발매되었다. 앨범은 첫 주 115,00만 장을 팔아 빌보드 200 5위로 데뷔했으며, 미국에서 100만 장 이상을 팔아 RIAA로부터 플래티넘 인증을 받았다. 세계적으로 앨범은 상위권을 유지했으며, 캐나다에선 1위를 했다. 또한 영국과 아일랜드 음반 차트에서는 5위에 진입했다. 음반은 혼합된 평가를 받았고, 《롤링 스톤》은 "데뷔 음반과 비슷하면서도 마찬가지로 다른 인종으로서의 독창성을 찾을 수가 없다"라고 평가했다. 두 번째 싱글 "Unfaithful"는 빌보드 핫 100 최고 6위까지 올랐고 캐나다, 프랑스, 스위스에서는 정상에 오르며 여러 나라에서 10위권에 진입했다. 세 번째 싱글 "We Ride"는 별로 큰 관심은 끌지못했고, 이후 숀 폴이 피처링으로 참여한 네 번째 싱글 "Break It Off"는 빌보드 핫 100 52위에서 9위로 급상승했다. 리한나는 앨범 발매 이후, 처음으로 Rihanna: Live in Concert Tour라는 제목으로 투어를 시작했다. 투어 막바지에는 Roc Tha Block Tour라는 제목으로 투어를 이어나갔고, 2006년 11월에서 2007년 2월까지 푸시캣 돌스의 영국 투어에 오프닝 게스트로 무대를 섰다. 또한 2006년 8월 8일 개봉한 DVD 영화 《브링 잇 온 3》에 카메오로 출연했다.

### 2007–08:Good Girl Gone Bad

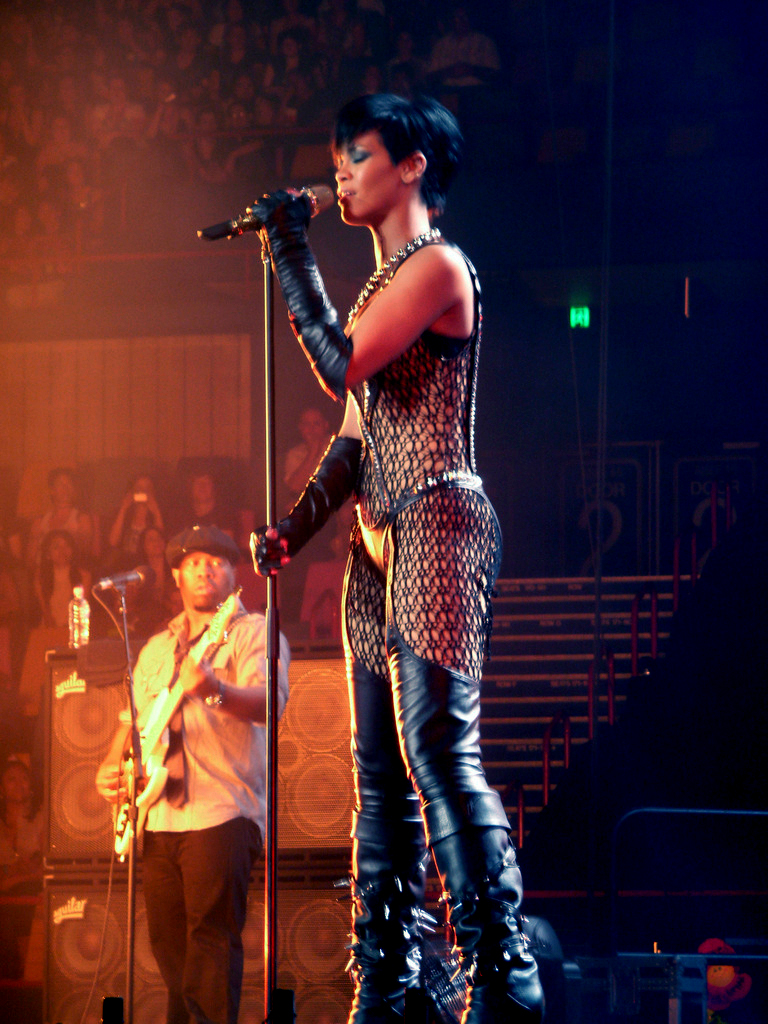
2008년 11월, 크리스 브라운의 콘서트 게스트로서 "Disturbia"를 부르고 있는 리한나.

리한나의 세 번째 정규 음반은 Good Girl Gone Bad으로 2007년 5월 30일 발매되었으며, 프로듀서로는 프로듀서로는 팀발랜드, 윌 아이 엠 등이 작업해 이전과 달리 새로운 방향의 음악 스타일을 추구하여 주로 업템포, 댄스 트랙 장르가 주를 이루었다. 새로운 컨셉에 맞춰 리한나는 검은 단발 머리로 헤어 스타일을 바꿨고, 음반 녹음 기간동안 더욱 반항적이고 성적인 이미지로 변했다. 음반이 발매되자 첫 주 162,000만 장을 팔아 빌보드 200 2위로 데뷔했다. 이 외에 영국, 캐나다, 일본, 브라질, 러시아, 아일랜드와 같은 나라에서 정상을 차지했고, 오스트레일리아(호주)에서는 2위를 차지했다. Good Girl Gone Bad는 이전 작품과 달리 댄스 팝 스타일의 곡들을 선보이며 비평가들에게 이전의 음반들 중 가장 호평을 받았고, 긍정적인 평가를 받았다.
Good Girl Gone Bad에는 총 여덟 개의 히트 싱글이 나왔는데, 이 모든 싱글이 빌보드 핫 100 20위권에 진입했다. 특히 첫 싱글 "Umbrella"는 제이-지가 피처링으로 참여한 곡으로 20여 국가에서 정상을 차지했다. 특히 영국에서 10주 연속 1위를 차지했는데, 이는 1994년 웻 웻 웻의 "Love Is All Around"가 15주 1위를 한 이후 가장 긴 시간동안 1위를 한 기록이였다. 또한 빌보드 핫 100에서도 7주동안 1위를 했다. "Umbrella"는 지금까지도 리한나 최고의 노래로 꼽히며, 《롤링 스톤》이 선정한 2007년 최고의 노래 100 순위 중 3위로 선정되었다. 이후의 싱글 "Shut Up and Drive", "Hate That I Love You", "Don't Stop The Music" 역시 빌보드 20위권에 진입하며 히트를 쳤고, 특히 "Don't Stop the Music"은 빌보드 핫 100 3위를 비롯한 세계 여러 국가에서 정상을 차지했으며, 김연아가 갈라쇼 음악으로 쓰인곡이기도 했다. 2008년 6월에는 세 번째 정규 음반이 Good Girl Gone Bad: Reloaded로 몇 곡을 추가해 다시 발매된다. Reloaded 음반의 첫 싱글인 "Take a Bow"는 핫 100 1위를 비롯한 여러 나라에서 정상을 차지했고, 마룬 5와 듀엣으로 부른 "If I Never See Your Face Again"을 발매했다. 그리고 이어 나온 싱글 "Disturbia" 역시 미국에서 1위에 올랐다. 한편, "Disturbia"가 1위에 오르기 전 4위에 올라있었고, "Take a Bow"도 2위에 진입해 있었는데, 이는 빌보드 톱 5위권 내에 두 곡을 동시에 진입시킨 일곱 번째 여성 아티스트라는 기록을 세웠다. 비슷한 시기 리한나는 T.I.의 노래 "Live Your Life" 피처링 가수로 참여했고, 곧 이 노래는 핫 100 1위를 차지해 다섯 개의 싱글을 정상에 올려놓았다.("SOS", "Umbrella", "Take a Bow", "Disturbia") 이로써 리한나는 비욘세 놀스와 함께 2000년대 가장 많은 1위 싱글을 배출한 여자 가수로 올라선다. Good Girl Gone Bad는 미국에서만 200만 장 넘게 팔아 RIAA는 멀티 플래티넘 인증을 했다.
리한나는 2007 MTV 비디오 뮤직 어워드에서 네 개의 부문에 후보로 올랐고, 올해의 비디오상과 올해의 최고 히트 싱글 부문을 수상해 2관왕을 차지했다. 또한 2008년 열린 그래미 상에서 최우수 랩 콜라보레이션을 수상하며 첫 그래미 수상을 했고, 또한 올해의 레코드, 최우수 댄스 레코딩, 최우수 알앤비 퍼포먼스 듀오, 그룹 부문, 최우수 알앤비 송 등 다섯 개의 부문에 후보로 올랐었다. 2008 아메리칸 뮤직 어워드에서는 2관왕을 했다. 이후 음반의 지원을 위해 미국과 유럽 전역, 캐나다를 방문하는 월드 투어 The Good Girl Gone Bad Tour 2009년 9월 12일부터 시작했다. 그리고 2008년 4월 16일에는 카니예 웨스트, 루페 피아스코, 엔이알디와 함께 Glow in the Dark Tour 중의 하나로 공연을 했다. 2008년 12월에는 《엔터테인먼트 위클리》의 마리 웻슨은 기사 제목으로 "리한나: 올해의 디바"라며 리한나가 2008년 최고의 가수 중 한명임을 알렸다.

### 2009–10: 폭력 사건과Rated R

2010년 5월 파리에서 리한나.

2009년 2월 8일 열렸던 2009 제51회 그래미 상에서 리한나의 공연이 취소되었다. 그 이유는 당시 리한나의 남자 친구였던 크리스 브라운과 말다툼이 벌어졌고 그 와중에 브라운이 폭행 범죄 및 협박으로 경찰에 체포되었기 때문이였다. 사건이 일어났을 당시 브라운은 검찰 조사를 받고 당시 5만 달러의 보석금을 내고 풀려났으며, 리아나는 심한 폭행으로 인해 응급실 신세까지 졌다. 그리고 2009년 3월 5일, 브라운은 폭행 혐의로 기소되었다. 이어 2009년 6월 22일 리아나는 LA에 잇는 예비 청문회에 소환장을 받았다. 2009년 6월 22일 크리스 브라운은 중죄 폭행으로 유죄를 인정했고, 리한나로부터 5년간 90cm 접근 금지 명령과 6개월의 사회봉사를 내렸다. 한편, 공판 내내 이들은 결별과 재결합을 반복했으며, 재결합에 대해 오프라 윈프리는 리아나에게 "만약 남자가 한 번 당신을 때렸다면 그는 또 때릴 것이다"라고 충고했다. 사건이 마무리된 후, 2009년 11월 6일 영국의 한 언론 인터뷰에서 리한나는 크리스 브라운을 미워하지 않는다며 잘됐으면 한다고 말했다.
리한나는 카니예 웨스트의 노래 "Paranoid" 뮤직비디오에서 주인공으로 출연했다. 또한 제이-지, 카니예와 함께 "Run This Town"을 불렀고, 이는 빌보드 핫 100 2위까지 도달하였으며 10개의 나라에서 10위권 진입을 했다. 이 노래로 리한나는 그래미 상에서 최우수 랩 송/콜라보레이션 그리고 최우수 랩 노래를 수상했다. 한편, 2009년 11월 리한나의 네 번째 정규 음반 Rated R을 발매한다. Rated R에는 스타게이트, 윌 아이 엠, 니요 등 최고의 프로듀서들과 작업하며 퀄리티를 높이며 완성도를 자랑했다. 《롤링 스톤》은 이 음반을 두고 "리한나가 사운드에 많은 변화를 주었다. 이는 올해 최고의 팝 음반 중 하나이다"라며 호의적인 평가를 했다. Rated R은 발매 첫 주 181,000만 장을 팔아 빌보드 200 4위로 데뷔했고, 미국에서 100만 장 이상을 팔아 미국 음반 산업 협회로부터 플래티넘 인증을 받았다. 첫 싱글은 "Russian Roulette"으로 빌보드 핫 100 9위까지 진입했다. 이후 싱글로 "Hard"와 "Rude Boy"가 발매되었는데, "Rude Boy"는 빌보드 핫 100에서 5주동안 1위를 지켰다. 또한 오스트레일리아에서 정상을 차지했고, 영국, 아일랜드, 스위스, 뉴질랜드 등지에서는 2위까지 진입했다. 2010년 1월, 리한나는 "Umbrella"로 바베이도스 뮤직 어워드에서 "10년간 최고의 노래"와 "10년간 최고의 엔터테이너" 상을 받았으며, 2010 NRJ 뮤직 어워드에서는 올해의 인터내셔널 여성 아티스트상을 받았다. 이후 네 번째 정규 음반의 최종 두 개의 싱글인 "Rockstar 101"과 "Te Amo"를 발매했다. 또한 Rated R을 지원하기 위해 대규모 월드 투어 Last Girl on Earth Tour를 시작했다.

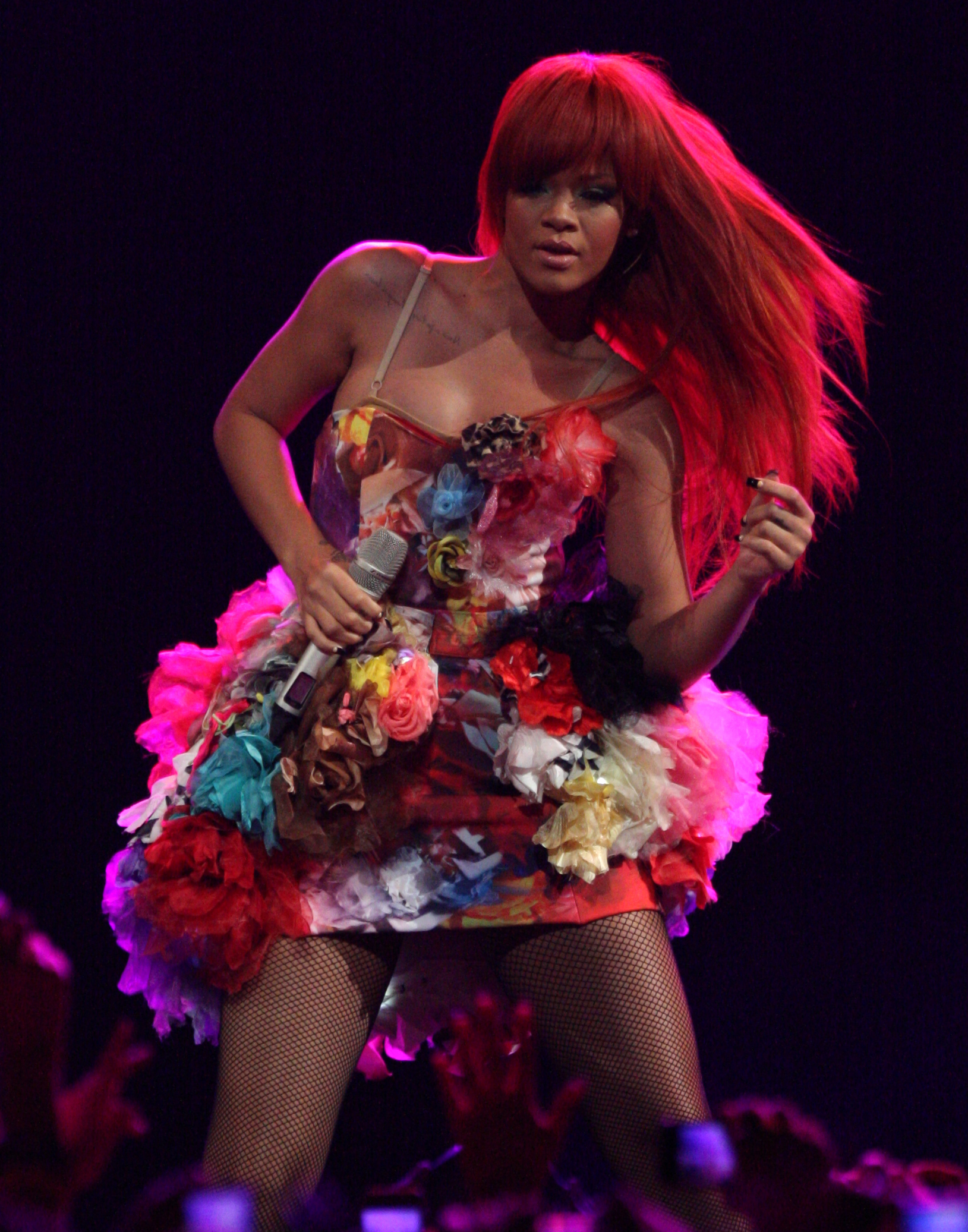
2011년 시드니에서 열린 Last Girl On Earth Tour에서 공연중인 리한나.

### 2010–11:Loud,Talk That Talk
리한나는 2010년 여름동안 에미넴의 싱글 "Love The Way You Lie"의 피처링으로 참여했는데, 빌보드 핫 100 1위는 물론 오스트레일리아(호주), 캐나다, 아일랜드, 뉴질랜드, 노르웨이와 스웨덴과 같은 나라에서 1위를 차지했다. 이는 일곱 번째 빌보드 핫 100 1위 싱글이였다. 또한 2010년 8월에는 워싱턴 D.C.에 위치한 마담 튀소 박물관에 리한나 밀랍 인형이 공개되었고, 10월 19일에는 리한나 자신 이름의 저서 Rihanna를 출간했다. 2010년 10월 20일에는 자신의 매니저 마크 조던과 헤어졌고, 제이-지가 대표로 있는 락 네이션이 매니저먼트를 맡기로 했다. 리한나는 또한 자신이 직접 리한나엔터테인먼트라는 회사를 세우며 "음악, 영화, 향수, 패션, 도서 등의 활동을 모두 내 회사가 맡을 것이다"라고 말했다.

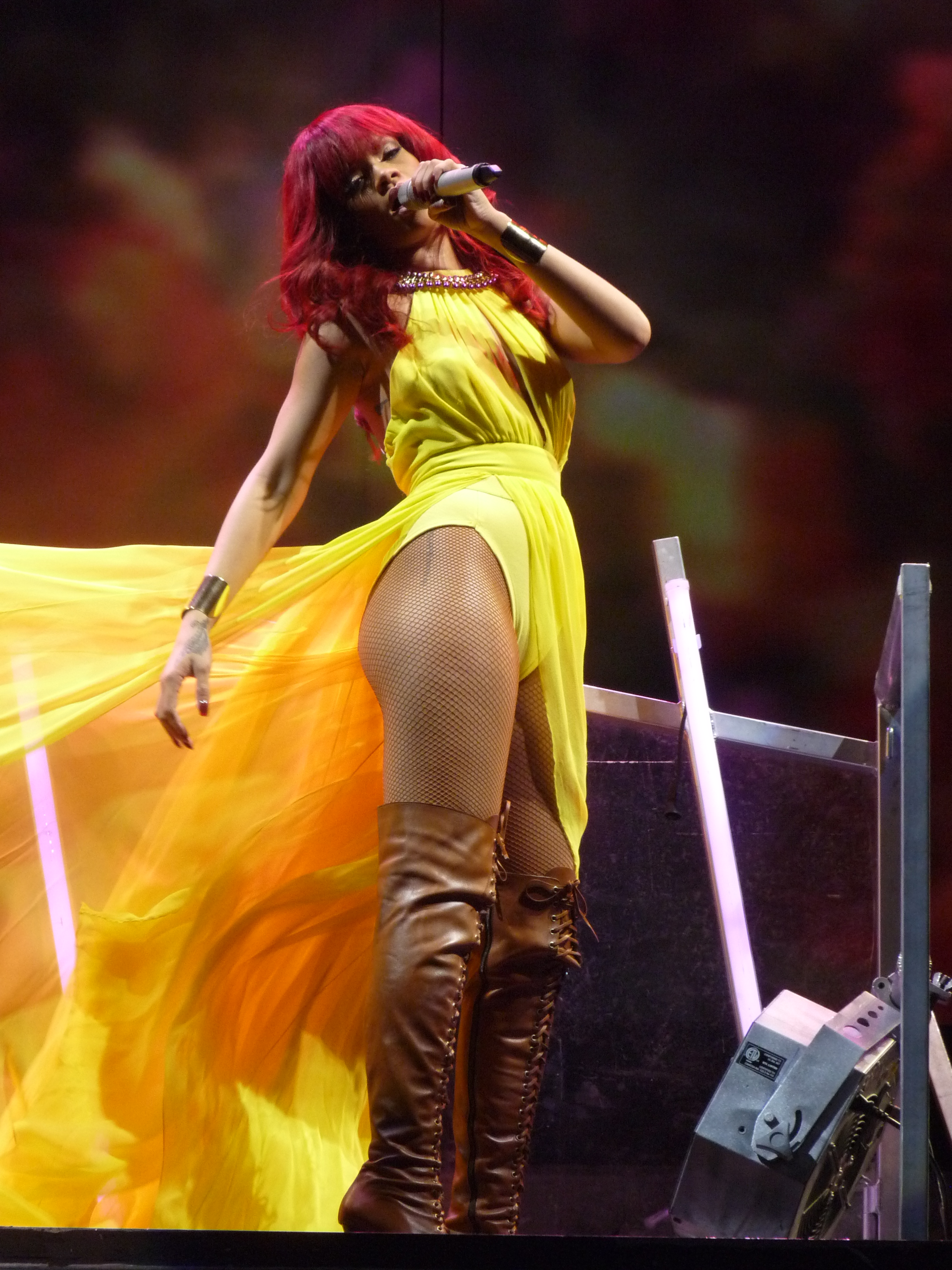
2011년 6월 Loud Tour에서 공연중의 리한나.

리한나는 2010년 11월 16일 다섯 번째 정규 음반 Loud를 발매한다. 앨범은 첫 주 207,000만 장을 팔아 빌보드 200 3위로 데뷔했고, 이는 리한나의 다섯 개 정규 음반 중에서 가장 높은 일주일치 판매량이었다. Loud는 현재까지 미국에서만 150만 장이 팔리고 있고, 영국에서도 5번의 플래티넘 인증을 받으며 150만 장 이상을 팔아치우고 있다. 앨범의 리드 싱글 "Only Girl (In the World)"은 2010년 9월 미국에서 발매되었다. 몇 주 후, 이 싱글은 빌보드 핫 100 1위에 올랐으며, 오스트레일리아(호주), 캐나다, 영국 등 많은 국가에서 1위를 차지했다. 나중에 "Only Girl"로 리한나는 제53회 그래미 상에서 최우수 댄스 레코딩상을 수상받는다. 앨범의 두 번째 싱글 "What's My Name?" 역시 빌보드와 캐나다, 오스트레일리아(호주)에서 1위를 달성했고, 드레이크가 피처링으로 참여했다. "What's My Name?"은 Loud의 두 번째 싱글이였지만, 첫 번째 싱글이였던 "Only Girl (In the World)"이 1위를 하기 전에 먼저 1위에 올라 빌보드 핫 100 역사상 처음 있는 일을 만들어냈다. 2011년 5월에는 네 번째 싱글 "S&M"이 핫 100 1위를 달성해 빌보드 핫 100 52년 역사상 가장 어린 나이에 10개의 싱글을 정상에 올려놓은 음악가가 되었고, 이는 머라이어 캐리보다도 더 짧은 기록이다. 이후 "California King Bed"와 "Man Down" 이 다섯 번째 싱글과 여섯 번째 싱글로 발매되었다. 일곱 번째 싱글은 "Cheers (Drink to That)"로, 빌보드 핫 100 최고 7위까지 올라갔다. 한편, 리한나는 2011년 6월부터 Loud의 서포트를 위해 네 번째 월드 투어 Loud Tour를 시작했다.
2011년 10월, 리한나는 니키 미나즈의 Pink Friday에 수록된 "Fly"에 피처링으로 참여했다. 이후 리한나는 원래 Loud 리패키지 앨범을 발매하기로 했지만, 원래의 계획과 달리 완전히 다른 새로운 정규 앨범을 발매한다고 밝혔다. 그리고 2011년 11월 21일 여섯 번째 정규 앨범 Talk That Talk을 디럭스와 스탠다드 에디션으로 나눠 발매했다. 리드 싱글 "We Found Love"는 미국 디지털 다운로드 기준으로 2011년 9월 22일 발매했다. "We Found Love"는 빌보드 핫 100 9위에 오르며 마돈나가 보유하고 있던 "가장 어린나이에 20개 이상의 싱글을 빌보드 핫 100 10위권으로 진입시킨 가수" 기록을 깼다. 이후 1위로 상승하며 리한나의 열한번째 1위 싱글이 되었고, 10주 동안 정상을 지키면서 7주 1위를 했던 "Umbrella"의 기록을 갱신함과 동시에 2011년 최장 기간 동안 1위를 한 싱글이였다. 영국에서는 "Love The Way You Lie"와 "Only Girl (In The World)" (2010)에 이어 100만 건 이상을 판매한 세 장의 싱글을 보유한 두 번째 솔로 아티스트가 되었다(전체에서는 세 번째). 11월 11일에는 두 번째 싱글 "You Da One"을 발매했다.

### 2012–13: 연기 및Unapologetic

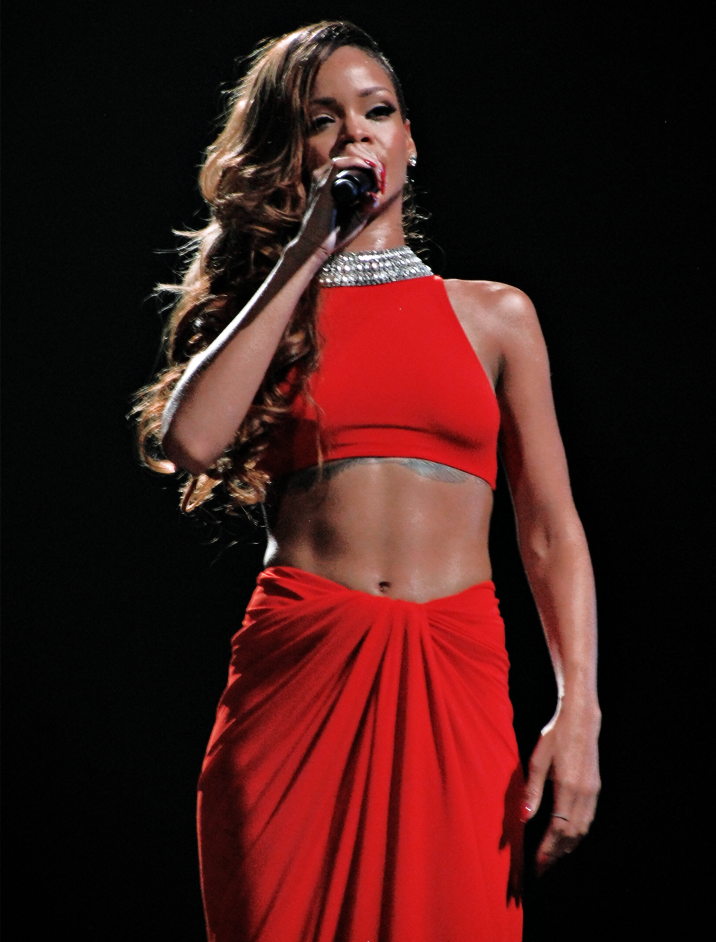
2013년 Diamonds World Tour 중 리한나.

2012년 초 리한나는 콜드플레이의 "Princess of China"과 드레이크의 "Take Care" 두 곡에 피처링으로 참여했다. 2012년 2월 2012 그래미상에서 최우수 랩/성 콜라보레이션을 수상했는데, 이 부문에서 세 번째 수상이다. 또 2012 브릿 어워드에서 2년 연속으로 최우수 인터내셔널 여자 솔로 아티스트를 수상했다. 2012년 3월 크리스 브라운과 함께한 두 개의 콜라보레이션 "Birthday Cake" 리믹스 버전과 "Turn Up the Music"을 동시에 발매했다. 하지만 둘 사이에서는 폭력 사건이 있었기 때문에 대부분 부정적인 반응을 보였다. 2012년 9월 MTV 비디오 뮤직 어워드에서 "We Found Love"로 올해의 비디오상을 받았는데, 여자 가수로는 최초로 이 부문에서 두 번 수상했다. 리한나는 피터 버그 감독의 영화 《배틀쉽》에 해군 하사관인 코라 레이크스로 출연한다고 발표했고, 2012년 5월 18일 개봉했다. 동명의 게임을 원작으로 한 영화 속 리한나의 연기는 대부분 부정적인 평가를 받았는데, 《뉴욕 타임스》에서는 "정체성이 없는 역할에서는 꾀 괜찮을 거 같다"고 말했다. 골든라즈베리상에서 최악의 여우조연상을 받았으며, 틴 초이스 어워드에서는 호평적인 초이스 무비: 신인 여자상을 받았다. 한편, 케이티 페리의 3D 전기 콘서트 영화 《케이티 페리: 파트 오브 미》에 출연했다. 2012년 10월 19일에는 오프라 윈프리의 《오프라 넥스트 챕터》 시즌 2 에피소드 1에 출연했다. 당시 오프라 윈프리 네크워크 역사상 두 번째로 높은 시청률을 기록했다.
리한나의 일곱 번째 정규 앨범 Unapologetic은 2012년 11월 19일 발매되었다. 발매 첫 주 미국에서 238,000만 장을 팔아치워 다섯 번째 정규 앨범 Loud(203,000만 장)보다도 높은 첫 주 판매량을 기록하며 리한나의 앨범 중 처음으로 빌보드 200 1위에 올랐다. 또한 스위스에서는 다섯 번 연속으로 음반 차트 1위에 올랐고, 영국에서는 세 번 연속으로 1위를 했다. 앨범의 리드 싱글 "Diamonds"는 2012년 9월 발매되었고, 빌보드 핫 100을 포함해 22개 국가에서 1위에 올랐다. 미키 에코가 피처링으로 참여한 두 번째 싱글 "Stay"는 빌보드 핫 100 3위까지 올랐고 24개 국가에서 5위권에 진입했다. 리한나는 일곱 번째 정규 앨범 발매 기념으로 보잉 777을 타고 7일 동안, 7개 국가에서 7번 공연하는 미니 투어 777 Tour를 진행했다. 2013년 초부터는 월드 투어 Diamonds World Tour도 시작할 예정이다.
2013년 1월 리한나는 《롤링 스톤》과의 인터뷰에서 크리스 브라운과 다시 연애관계를 가지기 시작했다고 밝혔다. 2013년 2월 열린 제55회 그래미 상에서는 "We Found Love"로 최우수 숏 펌 뮤직비디오를 수상하면서 리한나는 총 일곱 개의 수상을 했다. 같은 달, 리한나는 런던 패션 위크에서 스타일리스트 아담 셀만과 콜라보레이션을 통해 영국 스트리트 패션 브랜드 리버 아일랜드의 여성 패션 컬렉션에 참여했다고 발표했다. 또한 2013년 6월 개봉 예정인 코미디 영화 《디스 이즈 디 엔드》에 출연했다.

## 예술가적 기교

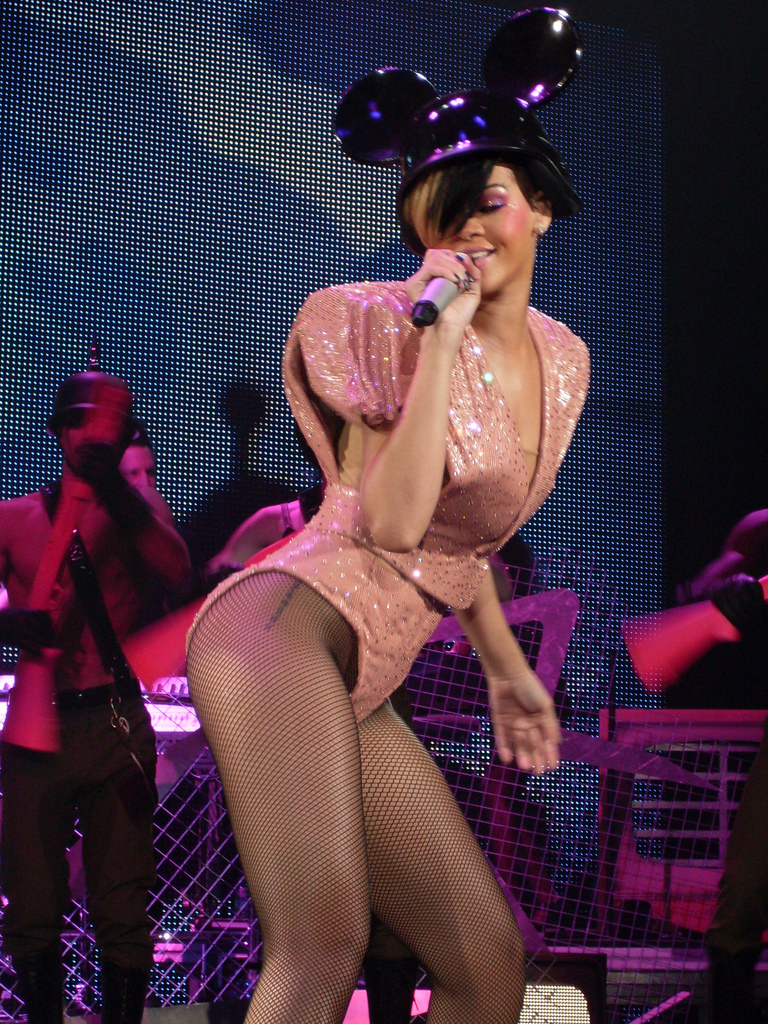
Last Girl on Earth Tour에서 "Hard" 공연중인 리한나.

### 음악과 음색
리한나는 세 번째 정규 앨범 Good Girl Gone Bad 작업을 하면서 니-요에게 보컬 레슨을 받았다. 이 경험에 대해 "나는 보컬 트레이닝을 받았었다. 그래서 스튜디오에 있었을 때 니-요가 호흡법과 요소들을 가르쳐줬다. 니-요에게 고차원적인 단어를 쓰지 말라했다. 한 예로 나에게 '너의 스타카토를 원한다'고 말했는데, 나는 '좋다. 근데 그게 뭔지 모르겠다'고 답했었다"라고 말했다. Loud에서 리한나의 보컬 능력은 음악 평론가들로부터 긍정적인 평가를 받았다. BBC의 제임스 스키너는 "Love the Way You Lie (Part II)"에서의 파워풀한 보컬을 칭찬하며 "위엄있고 소울풀한 보컬이지만, 이끄는 부분에서 취약성이 드러난다"고 썼다. 《인디펜던트》의 앤디 길은 "California King Bed"에서 리한나 최고의 보컬 능력이 드러남을 느낀다고 했다. 《빌보드》의 Unapologetic 리뷰에서 "Diamonds와 같은 감정적인 팝 발라드에서 가장 열정적인 보컬 요소 중 하나인 목이 쉰 듯한 목소리를 리한나에게서 찾을 수 있다"고 리뷰했다. 《뉴욕 타임스》의 존 카라마니카는 "수 년간 이 곳이 리한나의 게임장으로 굳혀진 현재 리한나의 보컬은 감정이 없고 그저그런 전략의 무기이다"라고 말했다. Contemporary Black Biography 책 시리즈인 볼륨 65에서 "리한나는 카리브 제도 세계에서 나오기 드문 알앤비, 리듬 앤 블루스의 디바이다"고 썼다.
리한나는 레게와 댄스홀, 카리브 제도의 음악과 알앤비를 혼합한 장르로 세계적인 센세이션을 일으키는데에 적합한 장르이다. Antrim Times의 피터 콜터는 "리한나의 어쿠스틱한 놀라운 목소리를 가지고 있지만, 공연 도중에 관객들과 소통하는 법을 더 배워야 한다"라고 논평했다. 데뷔 당시 평론가들은 리한나에게 "버블검 퀸"이라고 칭했고, 장르는 틴 팝이라고 했다. 《더 선》의 래리 메일러는 "리한나가 나빠지는 일은 아주 좋은 일이다."라고 말했고 이어 "그녀는 무대에서 틴 팝의 이미지를 버려야한다"고 지적했다.

### 영향
리한나는 마돈나를 자신의 우상이자 가장 큰 영향을 준 아티스트로 꼽으며 "블랙 마돈나"가 되고 싶다고 말했다. 이어 "마돈나는 나에게 가장 큰 영향을 줬다고 생각한다. 내가 마돈나를 조사할 수 있는 시간이 있다면, 옷 스타일과 매번 다른 모습을 보여주는 음악 때문에 성공했다고 생각한다. 그리고 동시에 온 세계에 진정한 엔터테인먼트의 힘을 남겼다"고 말했다. 또한 휘트니 휴스턴을 주요 우상과 영감으로 꼽았다. 리한나는 InStyle 기사에서 "휘트니는 나의 큰 우상이며 영향력을 줬다"고 말했고, 휘트니의 노래인 "For The Love Of You"를 제이-지와 함께 불렀다. 또 다른 주된 영감과 우상으로 머라이어 캐리를 꼽았다. 리한나가 말하길, "내가 머라이어를 바라볼 때면 난 아직 한참 낮은 것 같다. 나는 음악가로서 머라이어를 존경하고, 내 인생의 한 부분으로 절대 잊을 수가 없다. 그리고 머라이어와 경쟁할 것이다"라고 했다. 또한 리한나는 비욘세 놀스도 자신에게 영향을 끼쳤다고 말했는데, 리한나가 어린 시절 데스티니 차일드의 공연 모습을 TV로 시청하며 가수 생활을 시작하는데 큰 영감을 얻었다고 밝혔다. 이 외에 밥 말리, 앨리샤 키스, 데스티니 차일드, 셀린 디온, 브랜디, 그리고 그웬 스테파니도 영향을 끼쳤다. 또한 리한나의 친구이자 전 아일랜드 데프 잼 레코드 아티스트였던 피피 돕슨의 음악가적 작곡, 노래, 음악을 진심으로 사랑하는 느낌이 나는 공연 등을 존경스럽게 보고 있다고 말했다.
리한나의 음악은 레게를 포함한 카리브 음악과 댄스홀에서 강한 영향을 받았다. "Rude Boy"의 뮤직비디오는 카리브계 음악 루트에 대한 영향을 잘 보여준다. 리한나는 인터뷰에서 바베이도스에서 자라는 동안 레게 음악을 듣고 자랐다고 언급했고 미국에 왔을 때는 다양한 장르의 음악에 노출되었다고 말했다.

## 기타 사업
리한나는 2005년 10월 자신의 첫 투어 Secret Body Spray Tour를 위해 시크릿 바디 스프레이의 후원 계약을 체결했다. 2006년에는 나이키와 J. C. 페니에 대한 자신의 노래 "SOS"를 CM 송으로 사용할 수 있도록 계약을 했다. 같은 해, 크리니크의 향수를 홍보하는 해피 프라그랑스라는 제목의 프로모 계약을 했다. 해피 프라그랑스 프로모의 일환으로 니-요가 작곡한 "Just Be Happy"를 발표했다. 리한나는 또한 프록터 앤드 갬블의 상품 홍보를 위해 니콜 셰르징거와 함께 "Winning Women"을 녹음했다.

## 음반 목록
| 정규 앨범 - 《Music of the Sun》 (2005) - 《A Girl Like Me》 (2006) - 《Good Girl Gone Bad》 (2007) - 《Rated R》 (2009) - 《Loud》 (2010) - 《Talk That Talk》 (2011) - 《Unapologetic》 (2012) - 《Anti》(2016) | 컴필레이션 앨범 - 《Good Girl Gone Bad: The Remixes》 (2009) - 《Rated R: Remixed》 (2010) |

## 출연 작품
- 《브링 잇 온 3》 (2006)
- 《배틀쉽》 (2012)
- 《디스 이즈 디 엔드》 (2013)
- 《홈》 (2015)
- 《발레리안: 천 개 행성의 도시》 (2017) - 버블 역
- 《오션스8》 (2018) - 나인 볼 역

## 투어
- Rihanna: Live in Concert Tour (2006)
- Good Girl Gone Bad Tour (2007–2009)
- Last Girl on Earth Tour (2010–2011)
- Loud Tour (2011)
- Diamonds World Tour (2013)

## 같이 보기
- 리한나의 수상 및 후보 목록
- 가장 많은 음반을 판 음악가 목록